# Dave Cull
David Charles Cull (Invercargill, 1 de abril de 1950 - Dunedin, 27 de abril de 2021) fue un presentador de televisión, autor y político neozelandés. Se convirtió en el 57° Alcalde de Dunedin en octubre de 2010 y fue reelegido en las elecciones de 2013 y 2016. Antes de la política, fue presentador de Television New Zealand.

## Primeros años
Cull nació y creció en Invercargill, donde asistió a Southland Boys 'High School. Obtuvo un BA y PG Dip en Ciencias Políticas en la Universidad de Otago.
Había trabajado como presentador de televisión para Television New Zealand, presentando programas de estilo de vida y mejoras para el hogar, y era un escritor que había publicado varios libros.

## Carrera política
David Cull fue elegido para el Ayuntamiento de Dunedin en 2007. Durante su tiempo como concejal, se opuso a la construcción del Estadio Forsyth Barr, que desde entonces se ha convertido en una carga financiera para el consejo. En las elecciones a la alcaldía de Dunedin de 2010, se presentó como uno de los siete candidatos. Cull formó parte del grupo Greater Dunedin y tuvo éxito. Asumió el cargo de alcalde el 27 de octubre de 2010.
Cull expresó su apoyo a un controvertido hotel frente al mar planificado que, con 28 pisos, se elevaría sobre gran parte de la ciudad. En marzo de 2014, Cull firmó un memorando de entendimiento con el desarrollador en nombre del Ayuntamiento de Dunedin, pero el acuerdo fracasó y se rescindió un mes después, lo que significó el final del proyecto.
En enero de 2013, Cull anunció que buscaría la reelección en la elección de alcalde de ese año. El día de las elecciones, venció a la exdiputada de ACT Hilary Calvert, al concejal Lee Vandervis y a otros seis contendientes.
En julio de 2017, Cull fue elegido presidente del Gobierno Local de Nueva Zelanda. Anteriormente se había desempeñado como vicepresidente de la organización y presidente de su comité de metro.
A fines de mayo de 2019, Cull anunció que no buscaría la reelección en la elección de alcalde de ese año. A mediados de agosto de 2019, Cull anunció que participaría en las elecciones del organismo local para la Junta de Salud del Distrito Sur; fue elegido y luego nombrado presidente de la Junta en diciembre de 2019.

## Vida personal
Estaba casado con Joan Wilson, con quien tuvo dos hijas.
A Cull le diagnosticaron cáncer de páncreas en octubre de 2020. Después de someterse a un tratamiento de quimioterapia y pasar varias semanas en el hospital, falleció en su casa el 27 de abril de 2021, a la edad de 71 años.